# Marijke Pinoy
Pour les articles homonymes, voir Pinoy.
Marijke Pinoy, née à Menin le 19 août 1958, est une actrice belge néerlandophone.

## Filmographie
- 1987 : La Famille Van Paemel de Paul Cammermans : Romanie
- 2006 : Vidange perdue de Geoffrey Enthoven : Sylvia
- 2008 : Ben X de Nic Balthazar : la maman
- 2011 : Elle ne pleure pas, elle chante de  Philippe de Pierpont : la mère de Laura
- 2012 : Au cul du loup de Pierre Duculot : Annette
- 2015 : Belgica de Felix Van Groeningen : Diane
- 2016 : Louis-Ferdinand Céline : la femme du ministre de la Justice
- 2016 : Euh (web-série) : Marijke Bachmann
- 2017 : Double Face (Het tweede gelaat) de Jan Verheyen : Moeder Tissot
- 2019 : Music Hole de Gaëtan Liekens et David Mutzenmacher : Madeleine